# 長谷川万吉
長谷川 万吉（はせがわ まんきち、1893年（明治26年）11月3日 - 1970年（昭和45年）7月14日）は、日本の地球物理学者。京都大学名誉教授。

## 経歴
新潟県西蒲原郡漆山村（現・新潟市西蒲区）出身。1916年（大正5年）広島高等師範学校卒業後、熊本県立済々黌中学の理科教師となるが1年で退職し、1917年（大正6年）広島高等師範学校研究科に入るが4カ月で中退。1921年（大正10年）京都帝国大学（現京都大学）理学部卒業。1924年（大正13年）同大学助教授。1928年（昭和3年）にドイツに留学し、ポツダムの地球物理学研究所で研究に当たる。1930年（昭和5年）8月にストックホルムで開催された国際測地学・地球物理学連合総会に参加した後、11月に帰国。1937年（昭和12年）7月、京都大学 理学博士「On the progressive change of the field of diurnal variations of terrestrial magnetism（地磁気の日周変化の磁場の進行的変形に就て）」、8月に教授に就任。1944年（昭和19年）から1945年（昭和20年）には学術研究会議戦時研究班の班長を務めた。1950年（昭和25年）に地磁気日変化の解析的研究で学士院賞受賞。1950年（昭和25年）から1951年まで京都大学理学部長を務めた後、1957年（昭和32年）に定年退官。
その後、1958年（昭和33年）に福井大学学長、1965年（昭和40年）に徳島大学学長・日本学士院会員に就任。また日本地球電気磁気学会初代委員長、国際地球観測年日本代表委員長を歴任。1966年（昭和41年）勲二等旭日重光章を受章。1970年（昭和45年）7月14日、肺性心のため死去。
長男は京都大学教授で、宇宙物理学（赤外線天文学）を研究した長谷川博一。

## 著書
- 長谷川万吉・槇山次郎・小林稔編 編『自然科学読本』世界思想社、1951年11月。
- 前田憲一編 編「国際地球観測年」『地球の物理』恒星社厚生閣〈新天文学講座 5〉、1957年10月。

## 伝記
- 細山謙之輔『長谷川万吉』巻町役場〈巻町双書 第22集〉、1975年3月。